# 金田一少年の事件簿 (道枝駿佑のテレビドラマ)
『金田一少年の事件簿』(金田一少年の事件簿）は、同名漫画『金田一少年の事件簿』を原作とした日本のテレビドラマ。

## 概要
2022年4月24日から毎週日曜22時30分 - 23時25分に、日本テレビ系の「日曜ドラマ」枠で放送。連続ドラマとしての放送は8年ぶり、今作で5作目となる新シリーズである。また、歴代で唯一連続ドラマ版より前にSPドラマ版が制作されなかった。歴代で唯一英語表記のタイトル『THE FILES OF YOUNG KINDAICHI』も表記された。
本作品では民放公式動画配信サービスであるTVerや日本テレビ傘下の定額制動画配信サービスであるHuluに加えて、ウォルト・ディズニー・カンパニー傘下の定額制動画配信サービスであるDisney+でも日本国内とほぼ同時期に世界配信することを2022年3月10日にウォルト・ディズニー・ジャパンと日本テレビホールディングスが発表した。日本テレビ系列が制作した地上波連続ドラマを世界配信するのは本作品が初めてとなる。
美雪役の上白石萌歌は連続ドラマ第4シリーズ『金田一少年の事件簿N（neo）』第1話「銀幕の殺人鬼」にて別役で出演している。

## 主要人物
金田一一（きんだいち はじめ）
演 - 道枝駿佑（なにわ男子）
名探偵・金田一耕助を祖父に持ち、難解な謎に満ちた殺人事件をIQ180越えの頭脳で解き明かす天才高校生探偵。試験で全教科一桁をとる程成績が悪く、天然でおっとりした性格。事件が起こると幼馴染の七瀬美雪、警視庁捜査一課の剣持警部とともに、大胆で緻密なトリックを暴き出し、犯人達の哀しい動機に迫っていく。
七瀬美雪（ななせ みゆき）
演 - 上白石萌歌
主人公・一の幼馴染で生徒会長を務める校内屈指の優等生。性格は温厚なしっかり者で、一と共に様々な事件に巻き込まれる。学園ではミステリー研究会に属している。一に好意を抱いているが…
剣持勇（けんもち いさむ）
演 - 沢村一樹（少年期：美波）
警視庁捜査一課の警部。陽気で柔和な好人物。一の能力を目の当たりにし、良き理解者になる。「学園七不思議殺人事件」では一に対しても敬語で話しかけていたが、「聖恋島殺人事件」以降では「はじめ」と呼ぶようになり、敬語を使わずに話しかけている。一からは同話以降「オッサン」と呼ばれ、お互いに敬語を使わずに会話をしている。「金田一少年の殺人」では、原作における明智健悟の役割を兼ねている。
「首狩り武者殺人事件」では中学時代のことが語られる。父親は転勤族だったために子供の頃は引っ越しを繰り返しており、中学時代はクラスに馴染めず孤立していたことや、彼に紫乃が声をかけてくれたことから彼女と親しくなったことや、中学3年生の時に紫乃が何も言わずに転校してしまった事が明かされる。
当初は一が金田一耕助の孫である事を知らなかったようで、決め台詞の「じっちゃんの名にかけて」を言う時も今どき珍しいお爺ちゃん子ぐらいにしか思っておらず、最終回の「オペラ座館・ファントムの殺人」の中でようやく知る形となった。
佐木竜太（さき りゅうた）
演 - 岩﨑大昇（ジャニーズJr. / 美 少年）
不動高校の1年生でミステリー研究会に所属。非常に内気で控え目だが芯は強い。動画撮影が趣味で、一や美雪のそばで事件の行方を共に見守る頼れる後輩。
「学園七不思議殺人事件」では原作版の鷹島友代の一部設定を継承。「聖恋島殺人事件」では海星終吾、「トイレの花子さん殺人事件」では村上草太の役割を兼ねて登場する。

## ゲスト

### 第1話 学園七不思議殺人事件
史上初となる二度目の実写化。なお、鷹島友代は登場しない。
桜樹るい子（さくらぎ るいこ）
演 - 大友花恋
不動高等学校3年。ミステリー研究会部長。
真壁誠（まかべ まこと）
演 - 細田佳央太
不動高等学校2年。推理作家。ミステリー研究会部員。
尾ノ上貴裕（おのうえ たかひろ）
演 - 前田航基
不動高等学校2年。ミステリー研究会部員。
立花良造（たちばな りょうぞう）
演 - 杉本哲太
不動高等学校警備員。一からは「バナさん」と呼ばれて親しまれている。
的場勇一郎（まとば ゆういちろう）
演 - 光石研
不動高等学校物理教師。
青山ちひろ（あおやま ちひろ）
演 - 天野はな
10年前に行方不明になった不動高校の女子生徒。ミステリー研究会部員。
村田正樹（むらた まさき）
演 - 尾崎右宗
警視庁捜査一課警部補。堂本版の向井と同様捜査に介入しようとする一に不快感を示し、それを黙認するような姿勢を見せる剣持にも苦言を呈していた。
熊沢（くまざわ）
演 - 北見敏之
25年前の鷹畠建設の作業員。不動高校新校舎建設に携わっていた。

### 第2話 - 第3話 聖恋島殺人事件
霧声昼子（きりごえ ひるこ）
演 - 余貴美子
コテージ管理人。聖恋島唯一の住人。
凪田夏見（なぎた なつみ）
演 - 吉谷彩子
「心花旅行」ツアーガイド。
右竜あかね（うりゅう あかね）
演 - 生田絵梨花
「アスタニッシュ出版」記者。聖恋島の秘密を調べている。
影尾風彦（かげお かぜひこ）
演 - 佃典彦
帝王大学病院教授。
潮小次郎（うしお こじろう）
演 - コサカマサミ
帝王大学病院医師。
寒野美火（かんの みか）
演 - 高橋ユウ
帝王大学病院医師。
伊豆丸険（いずまる けん）
演 - 小市慢太郎
医療機器メーカー「トーディインテック」営業。
鰐瀬たかし（わにせ たかし）
演 - 神尾佑
医療機器メーカー「トーディインテック」営業。
セイレーン
演 - 石田夢実
島に古くから伝わる怪物。
米兵
演 - トム・コンスタンタイン
セイレーンに殺されたアメリカの兵隊。
藤本正
演 - 中山克己
帝王大学病院の患者。
美月（みづき）
演 - 田川可奈美
伊豆丸の元妻。
麻里香（まりか）
演 - 金子莉彩
伊豆丸の娘。

### 第4話 白蛇蔵殺人事件
白神音松（しらがみ おとまつ）
演 - 小野武彦
白蛇酒造社長で、左紺・蓮月・黄介の父親。病気で体調を崩してからは一線を退いている。
姫小路鏡花（ひめのこうじ きょうか）
演 - りょう
白蛇旅館女将。一たちに白い蛇を「神様の使い」として崇めていることを教える。
白神左紺（しらがみ さこん）
演 - 吉田悟郎
白神家長男。白蛇酒造副社長。
白神蓮月（しらがみ れんげつ）
演 - 東直輝
白神家次男。5年前に負った火傷の痕を隠す為に黒いマスクを被っている。
白神黄介（しらがみ こうすけ）
演 - 辻岡甚佐
白神家三男。5年前の火災は彼の放火とされており、行方不明となっている。
黒鷹銀三（くろたか ぎんぞう）
演 - 寺島進
白蛇酒造の熟練職人。副社長である左紺を「金儲けのことしか考えていない奴」と嫌悪している。
鷺森弦（さぎもり げん） / 白神黄介（しらがみ こうすけ）
演 - 岡山天音
白蛇酒造の職人。半年前に入社した見習い。
白神琴音（しらがみ ことね）
演 - 松浦佐知子
音松の妻。10年前白蛇に噛まれて死亡した。音松は彼女の死を「白蛇様の天罰」と恐れている。
鬼門影臣（きもん かげおみ）
演 - 山根和馬
逃亡中の殺人犯。剣持は鬼門が潜伏しているという情報により、白蛇村を訪れた。
久米
演 - 内田紳一郎
長野県警の刑事。

### 第5話 トイレの花子さん殺人事件
史上初となる短編からの実写化。なお、原作でのタイトルは「亡霊学校殺人事件」。
伊能耕平（いのう こうへい）
演 - 中川大輔
山科芸術大学3年。
国枝真紀（くにえだ まき）
演 - 田辺桃子
山科芸術大学3年。
獅子島竜（ししじま りゅう）
演 - 篠原悠伸
山科芸術大学3年。
鳴沢研太（なるさわ けんた）
演 - 小野寺晃良（幼少期：豊田温大）
山科芸術大学2年。
島田（しまだ）刑事
演 - 隈部洋平
山梨県警刑事。
鳴沢沙耶（なるさわ さや）
演 - 森田想
研太の妹。
トイレの花子さん
演 - 吉田帆乃華
廃墟と化した病院の女子トイレに住むと言われる幽霊。

### 第6話 - 第7話 金田一少年の殺人
二度目の実写化。一部の登場人物の設定が変更されている。
いつき陽介（いつき ようすけ）
演 - 渡辺大
音原出版ライター。
都築哲雄（つづき てつお）
演 - 戸塚祥太（A.B.C-Z）
東央テレビディレクター。原作と異なり、いつきより年齢が若い独身男性となっている。
橘五柳（たちばな ごりゅう）
演 - 勝矢
大物ノンフィクション作家。とある社会悪を告発した新作原稿を隠す。
大村紺（おおむら こん）
演 - 山西惇
飛躍社社長。
時任亘（ときとう わたる）
演 - 今井隆文
神田川出版編集者。
野中ともみ（のなか ともみ）
演 - 宮澤エマ
フリー編集者。
桂木優里奈（かつらぎ ゆりな）
演 - ゆきぽよ
グラビアアイドル。
高林登（たかばやし のぼる）
演 - 高橋努
神奈川県警凪浦署刑事。
菊蔵（きくぞう）
演 - 半海一晃
橘の別荘の使用人。
須藤麻衣子（すどう まいこ）
演 - 小林涼子
都築の恋人。
前田（まえだ）医師
演 - 桜井聖
本件の元凶となる人物。
少年
演 - 小山十輝（ジャニーズJr.）
追い込まれた一を助ける役割を果たす。

### 第8話 首狩り武者殺人事件
二度目の実写化。なお、原作でのタイトルは「飛騨からくり屋敷殺人事件」。一部の登場人物の設定が変更されている。
巽紫乃（たつみ しの）
演 - 仙道敦子（少女期：河村花）
巽家の後妻。剣持の中学時代の同級生。
巽龍之介（たつみ りゅうのすけ）
演 - 吉村界人
巽家長男。次期当主の座を巡り、征丸とは険悪な状態にある。
巽もえぎ（たつみ もえぎ）
演 - 近藤華
巽家長女。幼少期に大病にかかり、感情を無くしたとされている。
巽征丸（たつみ せいまる）
演 - 福山翔大
巽家二男だが、先代当主の実子ではなく、紫乃の連れ子。
仙田猿彦（せんだ さるひこ）
演 - 田鍋謙一郎
巽家使用人。
冬木ウメ（ふゆき うめ）
演 - 福井裕子
巽家使用人。
岩田和巳（いわた かずみ）
演 - 八十田勇一
巽家の顧問弁護士。
巽綾子（たつみ あやこ）
演 - 葉山レイコ
巽家先妻で故人。ウメによると家族に対して冷淡だったという。
柊兼春（ひいらぎ かねはる）
演 - 上杉陽一

### 第9話 - 第10話 オペラ座館 ファントムの殺人
原作でのタイトルは「オペラ座館 第三の殺人」。
湖月レオナ（こづき れおな）
演 - 山本舞香
「遊民蜂起」劇団員。
白神海人（しらかみ かいと）
演 - 戸塚純貴
週刊「スポット」ライター。ファントムについて調べている。
響静歌（ひびき しずか）
演 - 霧島れいか
オペラ座館オーナー。
影島十三（かげしま じゅうぞう）
演 - コング桑田
劇団「遊民蜂起」演出家。
氷森冬彦（ひもり ふゆひこ）
演 - 七瀬公
「遊民蜂起」元劇団員。
城龍也（じょう たつや）
演 - 増田昇太（s**t kingz）
「遊民蜂起」劇団員。
三鬼谷巧（みきたに たくみ）
演 - 六角慎司
「遊民蜂起」劇団員。
絵門いずみ（えもん いずみ）
演 - 石川萌香
「遊民蜂起」劇団員。
霧生鋭治（きりゅう えいじ）
演 - 古川雄大
「遊民蜂起」元劇団員。2年前に失踪。

## スタッフ
- 原作 - 天樹征丸、金成陽三郎[注 20] / 漫画 - さとうふみや『金田一少年の事件簿』（講談社漫画文庫）
- 脚本 - 川邊優子、大石哲也
- 音楽 - 兼松衆、斎木達彦、見岳章
- 監督 - 木村ひさし、丸谷俊平、猪股隆一
- 主題歌 - なにわ男子「The Answer」（ジェイ・ストーム）[9]
- チーフプロデューサー - 三上絵里子
- プロデューサー - 櫨山裕子、岩崎広樹、秋元孝之、大護彰子
- 制作協力 - オフィスクレッシェンド
- 制作著作 - 日本テレビ

## 放送日程
| 放送回                                                    | 放送日        | サブタイトル[10]                   | 脚本     | 演出       | 視聴率   |
| --------------------------------------------------------- | ------------- | ---------------------------------- | -------- | ---------- | -------- |
| File01                                                    | 2022年4月24日 | 学園七不思議殺人事件               | 川邊優子 | 木村ひさし | 7.8%[11] |
| File02-1                                                  | 5月08日       | 聖恋島殺人事件 前編                | 大石哲也 | 木村ひさし | 6.2%[12] |
| File02-2                                                  | 5月15日       | 聖恋島殺人事件 後編                | 大石哲也 | 木村ひさし | 6.7%[13] |
| File03                                                    | 5月22日       | 白蛇蔵殺人事件                     | 川邊優子 | 丸谷俊平   | 6.1%[14] |
| File04                                                    | 5月29日       | トイレの花子さん殺人事件           | 川邊優子 | 猪股隆一   | 5.7%[15] |
| File05–1                                                  | 6月05日       | 金田一少年の殺人                   | 川邊優子 | 丸谷俊平   | 5.5%[16] |
| File05–2                                                  | 6月12日       | 金田一少年の殺人 解決編            | 川邊優子 | 丸谷俊平   | 5.7%[17] |
| File06                                                    | 6月19日       | 首狩り武者殺人事件                 | 大石哲也 | 木村ひさし | 6.1%[18] |
| File07-1                                                  | 6月26日       | オペラ座館 ファントムの殺人        | 大石哲也 | 丸谷俊平   | 6.3%[19] |
| File07-2                                                  | 7月03日       | オペラ座館 ファントムの殺人 解決編 | 大石哲也 | 丸谷俊平   | 6.0%[20] |
| 平均視聴率 6.2%（視聴率は関東地区・ビデオリサーチ社調べ） |               |                                    |          |            |          |
- 第2話「聖恋島殺人事件（前編）」は5月1日に放送する予定だったが、4月23日に発生した知床遊覧船沈没事故を受けて5月8日への延期が日本テレビより発表され、代わりに第2シリーズの「悪魔組曲殺人事件」を再編集する形で放送した[21]。主な編集箇所はエンディングテーマのカット。その穴埋めとして「金田一 meets 金田一 堂本剛が道枝にリモートドッキリ」という、初代金田一一役の堂本剛と5代目金田一一役の道枝がリモート対談を行う企画が放送された。また、スポンサーの一社であるミュゼプラチナムがACジャパンに差し替えられた。

## オリジナル・サウンドトラック
- 金田一少年の事件簿N（neo） オリジナル・サウンドトラック / 見岳章（2014年9月10日）